# Sidi Yacoub
Sidi Yacoub (en àrab سيدي يعقوب, Sīdī Yaʿqūb; en amazic ⵙⵉⴷⵉ ⵉⵄⵇⵓⴱ) és una comuna rural de la província d'Azilal, a la regió de Béni Mellal-Khénifra, al Marroc. Segons el cens de 2014 tenia una població total de 17.054 persones.